# Sinkronicitet
Sinkronicitet je termin koji je uveo Carl Gustav Jung u svom članku "Duh psihologije" (Der Geist der Psychologie-Eranos Jahrbuch XIV, 1946.), a podrobnije razradio u svom djelu - "Sinkronicitet kao princip akauzalnih veza" 1950. 
Njime nastoji objasniti istovremenost dvaju smisaono akauzalno povezanih događaja, odnosno istovremenost gdje koincidira izvjesno psihičko stanje s jednim ili više vanjskih događaja koji se javljaju kao smisaone paralele prema trenutnom subjektivnom stanju. Zbog oznake istovremenosti odabran je naziv sinkronicitet, s njime se označava hipotetski faktor objašnjenja koji se ravnomjerno suprotstavlja kauzalnosti. Pojam se tako razlikuje od sinkronizma, koji predstavlja samo istovremenost dvaju događaja.

## Akauzalnost
Odlučujući dokaz postojanja akauzalno povezanih događaja Jung je našao u Rhine-ovim (Joseph Rhine) eksperimentima, koji su izvedeni na dovoljnoj naučnoj visini, a za koje nisu od autora bili prepoznati dalekosežni zaključci koji su se morali izvesti iz njihovih rezultata. Ti eksperimenti su u osnovi sastoje u tome što eksperimentator otkriva seriju brojevno označenih karata s ucrtanim jednostavnim geometrijskim motivima, dok ispitana osoba, koja je prostorno odijeljena od eksperimentatora, dobiva nalog da navede odgovarajuće znake. Koristilo se 25 karata, 5 karata s ucrtanim znakom zvijezde, 5 pravokutnika, 5 krugova, 5 dvaju valovitih linija i 5 sa znakom križa. Matematička vjerojatnoća se sastoji od 5 slučajnih pogodaka na 25 otkrivenih karata. Individualni rezultati su varirali od specifične nadarenosti i zainteresiranosti ispitane osobe, koja bi osam stotina puta pokušala odgonetnuti znakovni redoslijed automatski izmiješanih karata. U prvoj seriji prosječni rezultat je bio 6.5 pogodaka na 25 karata, dakle 1,5 više od matematičke vjerojatnoće. Vjerojatnost da se javi slučajna devijacija od 1.5 na na pet, iznosi 1:250.500, dakle u 250.500 pokušaja se može očekivati samo jedna slučajna devijacija ovog iznosa. Jedan mladi čovjek je u svojim pokušajima postigao prosječno deset pogodaka na svakih 25 karata, dvostruko više od matematičke vjerojatnoće. Jednom je pročitao ispravno svih 25 karata, što odgovara vjerojatnoći od 1:298 023 223 876 953 125.  Eksperimenti su imali pozitivne visoke rezultate i na velike udaljenosti, spominje se eksperiment sa sinkroniziranim satovima između Duhrama (North Carolina) i Zagreba udaljenosti 4000 milja, ali i u vremenski različitim stanjima, eksperimentator bi vukao karte danas, a ispitana osoba pogađala sutra, što ukazuje na psihičku relativnost prostor-vremena, a isključuje mogućnost da se radi o energetskoj, odnosno kauzalnoj pojavi.

## Prethodnice ideje sinkroniciteta
Kauzalni princip govori da su veze causa i effectus nešto neophodno, dok princip sinkroniciteta govori da su karike smisaone koincidencije spojene pomoću jednorodnosti i pomoću smisla. Kao prethodnice ideje sinkroniciteta Jung spominje koncepte koje leže na granici svijeta pojava i pritom naročitu pažnju daje kineskom pojmu Tao, kojeg su jezuiti preveli s Bog, a Jung, prihvaćajući Wilhelmovo tumačenje, kao «smisao». Potom daje paralelne primjere iz zapadnjačke filozofije, alkemije i kršćanske mistike.

## Rezime
Ideju sinkroniciteta, u rezimeu svoje knjige, Jung dovodi u vezu sa stanjima integralne svijesti izražene u ESP fenomenima, kad se ista odcjepljuje od tjelesne, pri čemu se ova druga raspada na svoje organske komponente. Spominje i istraživanje na pčelama koje je provodio K.v. Frish. On je ispostavio da pčele pomoću svoje svojstvene igre ne samo da priopćavaju da su našle mjesto s hranom, već da pokazuju pravac i udaljenost. Pomoću tog priopćenja nove pčele su u stanju direktno odletjeti na mjesto s hranom. To je donekle poljuljalo gledište da su insekti samo refleksivni automati i da je prenošenje informacije apriorno vezano za cerebrospinalni živčani sustav. Na kraju navodi svoj kontakt i raspravu sa stručnim fizičarem Pauliem (Wolfgang Pauli) koji je istovremeno razumijevao njegovo psihološko gledište, pa se unutar tekuće revolucije fizikalnih teorija ( otkriće diskontinuiteta - poredak kvantuma energije, raspad radijuma itd.) složio da se klasičnoj fizikalnoj trijadi - neuništiva energija, kontinuitet prostor-vremena i konstantni spoj pomoću djelovanja (kazualnost),  pridoda taj novi nekonstantni faktor - spoj pomoću jednorodnosti, to jest smisla, odnosno sinkroniciteta koji kao specificum predstavlja jedan opći bezuzročni poredak.